# Adelaide Metcalfe
Adelaide Metcalfe es un municipio canadiense situado en la provincia de Ontario.

## Superficie
Adelaide Metcalfe tiene una superficie de 331,11 km².

## Demografía
En 2021, tenía 3011 habitantes, una densidad poblacional de 9,1 hab./km², y 1056 viviendas.